# Ross Tiger
Le Ross Tiger (GY398) est un ancien chalutier britannique de la flotte des pêcheries Ross Group (en) qui a été converti en un navire musée en 1992. Il est amarré à Alexandra Dock à son port d'attache de Grimsby dans l'estuaire de l'Humber proche de l'ancien site du bateau à roues à aubes PS  Lincoln Castle.
Il est l'attraction vedette du Grimsby Fishing Heritage Centre (en) pour l'administration territoriale du North East Lincolnshire depuis la restauration du chalutier et son ouverture au public. Il est le dernier représentant de chalutier de type Sidewinder de Grimsby qui constituait autrefois la plus grande flotte de pêche du monde.
Ce bâtiment est inscrit au registre du National Historic Ships avec le certificat n°621.